# Ноттлебен
Ноттлебен (нім. Nottleben) — громада в Німеччині, розташована в землі Тюрингія. Входить до складу району Гота. Складова частина об'єднання громад Нессеауе.
Площа — 8,50 км2. Населення становить 429 ос. (станом на 31 грудня 2021).